# Diecezja Kinkala
Diecezja  Kinkala – diecezja rzymskokatolicka w Kongo. Powstała w 1987.

## Biskupi ordynariusze
- bp Anatole Milandou (1987 – 2001)
- bp Louis Portella Mbuyu (2001 – 2020)
- bp Ildevert Mathurin Mouanga (od 2020)